# Кристина Чапель
Кристина Чапель (англ. Christine Chapel) — персонаж науково-фантастичного телевізійного серіалу «Зоряний шлях», мультиплікаційного серіалу «Зоряний шлях: Анімаційні серії» і повнометражного фільму Зоряний шлях: Фільм (фільм)
Персонаж був написан для Барретт Джином Родденберрі, оскільки попередній персонаж, який він написав для неї, Перший офіцер, був знятий. Кристина Чапель дебютувала в першому епізоді сезону. Вона була створена як регулярний характер незабаром після цього в епізоді "З чого зроблені маленькі дівчатка?".